# Boca del Río (México)
Boca del Río es una localidad del estado de Veracruz, México; y cabecera del municipio de Boca del Río.
Boca del Río está situada en la costa del golfo de México en la desembocadura del Río Jamapa, al sur de la ciudad de Veracruz con la cual está conurbada, y forma parte de la zona metropolitana de Veracruz. De acuerdo al Censo de Población y Vivienda 2010, la población de Boca del Río era de 9947 habitantes.
En 1518 los conquistadores españoles llamaron a esta zona Río Banderas, por ser ahí donde se encontraron por primera vez con los mexicas, a quienes encontraron agitando unas banderas. En 1988 Boca del Río adquirió el estatus de ciudad.

## Festividades
Una de las festividades más importantes de Boca del Río son las celebradas en el mes de julio en conmemoración a la Señora de Santa Ana. Dentro de estas fiestas destaca el filete relleno de mariscos más grande del mundo inscrito en los récords Guinness, y en el 2011 se esperaba obtener el récords Guinness por el torito (bebida hecha a base de frutas y licor) más grande del mundo.[cita requerida]
https://www.inegi.org.mx/app/areasgeograficas/#collapse-Resumen